# Samuel Giacosa
Samuel Augusto Giacosa (ur. w 12 sierpnia 1905 w Corrientes) – argentyński lekkoatleta, sprinter.
Podczas igrzysk olimpijskich w Los Angeles (1932) odpadł w eliminacjach na 100 metrów, uzyskując czas 11,1.